# Schenectady Open 1994
Lo Schenectady Open 1994 è stato un torneo di tennis giocato sul cemento. È stata l'8ª edizione del torneo, che fa parte della categoria World Series nell'ambito dell'ATP Tour 1994 e della categoria Tier III nell'ambito del WTA Tour 1994. Si è giocato a Schenectady negli Stati Uniti dal 22 al 29 agosto 1994.

## Campioni

### Singolare maschile
Jacco Eltingh ha battuto in finale  Chuck Adams con il punteggio di 6–3, 6–4

### Doppio maschile
Jan Apell /  Jonas Björkman hanno battuto in finale  Jacco Eltingh /  Paul Haarhuis con il punteggio di 6–4, 7–6

### Singolare femminile
Judith Wiesner ha battuto in finale  Larisa Neiland con il punteggio di 7–5, 3–6, 6–4

### Doppio femminile
Meredith McGrath /  Larisa Neiland hanno battuto in finale  Pam Shriver /  Elizabeth Smylie con il punteggio di 6–2, 6–2